# Zodiak birmański
Zodiak birmański (birm. ဇာတာ ရာသီခွင် /zàdà jàðì gwɪ̀ɴ/) – tradycyjny birmański system astronomiczny i astrologiczny.
Chociaż jest on nadal ważnym elementem kalendarza birmańskiego, zodiak jest dziś wiązany ściśle z astrologią birmańską nazywaną Bedin (ဗေဒင်). Wywodząc się głównie z astronomii hinduskiej i astrologii wedyjskiej, zodiak birmański składa się nie tylko z tych samych 12 znaków co zodiak europejski, ale obejmuje też 27 stacji księżycowych miesiąca oraz osiem znaków dni tygodnia.

## Konstrukcja

### Znaki
Zodiak birmański, podobnie jak europejski, podzielony jest na 12 znaków nazywanych yathi (ရာသီ, IPA: jàðì). Znaki birmańskie są takie same, jak indyjskie i europejskie, gdyż pochodzą z zodiaku indyjskiego i, ostatecznie, europejskiego. Każdy yathi dzieli się na 30 stopni (အင်္သာ, IPA: ɪ̀ɴðà), każdy stopień na 60 minut (လိတ္တာ, IPA: leiʔtà), a każda minuta na 60 sekund (ဝိလိတ္တာ, IPA: wḭleiʔtà).
| Długość အင်္သာ | Znak ရာသီ      | Nazwa sanskrycka | Nazwa łacińska | Rządząca planeta ရာသီခွင် |
| ----------- | ------------ | ---------------- | -------------- | --------------------- |
| 0°          | Meittha မိဿ   | Meṣha मेष         | Aries          | Mars                  |
| 30°         | Pyeittha ပြိဿ  | Vṛiṣabha वृषभ     | Taurus         | Wenus                 |
| 60°         | Mehton မေထုန်   | Mithuna मिथुन      | Gemini         | Merkury               |
| 90°         | Karakat ကရကဋ် | Karkaṭa कर्कट     | Cancer         | Księżyc               |
| 120°        | Thein သိဟ်     | Siṃha सिंह         | Leo            | Słońce                |
| 150°        | Kan ကန်       | Kanyā कन्या        | Virgo          | Merkury               |
| 180°        | Tu တူ         | Tulā तुला          | Libra          | Wenus                 |
| 210°        | Byeissa ဗြိစ္ဆာ  | Vṛścika वृश्चिक     | Scorpio        | Mars                  |
| 240°        | Danu ဓနု      | Dhanuṣa धनुष      | Sagittarius    | Jowisz                |
| 270°        | Makara မကာရ   | Makara मकर       | Capricorn      | Saturn                |
| 300°        | Kon ကုံ        | Kumbha कुम्भ       | Aquarius       | Saturn                |
| 330°        | Mein မိန်      | Mīna मीन          | Pisces         | Jowisz                |

### Stacje księżycowe
Na miesiąc zodiakalny składa się 27 dni, co daje w przybliżeniu średni miesiąc gwiazdowy trwający 27,321661 dni. Każdy dzień zodiakalny, zwany nekkhat, reprezentuje stację księżycową, czyli wycinek ekliptyki, wzdłuż której księżyc obraca się wokół Ziemi. Chociaż nazwy birmańskie są adaptacją nazw sanskryckich, system birmański nie jest identyczny ze współczesnym systemem indyjskim. System birmański przyjmuje nierówne odcinki dla każdego segmentu (od 5° do 26°), a pierwszy segment, Athawani, znajduje się na długości 350°. Współczesny system indyjski używa równych segmentów po 13° 20' (360° podzielone na 27), a pierwszy segment, Asvini, znajduje się na długości 0° (Zodiak birmański uwzględnia także porzuconą 28. konstelację zwaną Abizi (အဘိဇိ; sanskr. Abhijit)).
Nekkhaty są używane zwykle do układania zata (horoskopu) dla osoby lub wydarzenia. Wiele dat historycznych przedstawianych było jako pozycja w horoskopie, a nie jako daty kalendarzowe.
| Dzień | Nazwa birmańska             | Nazwa sanskrycka  | Rozpiętość | Zakres    |
| ----- | --------------------------- | ----------------- | ---------- | --------- |
| 1     | Athawani အဿဝဏီ               | Asvini            | 18°        | 350°–8°   |
| 2     | Barani ဘရဏီ                  | Bharani           | 10°        | 8°–18°    |
| 3     | Kyattika ကြတ္တိကာ               | Krittika          | 16°        | 18°–34°   |
| 4     | Yawhani ရောဟဏီ                 | Rohini            | 12°        | 34°–46°   |
| 5     | Migathi မိဂသီ                 | Mrigasiras        | 14°        | 46°–60°   |
| 6     | Adra အဒြ                     | Ardra             | 5°         | 60°–65°   |
| 7     | Ponnahpukshu ပုဏ္ဏဖုသျှု          | Punarvasu         | 27°        | 65°–92°   |
| 8     | Hpusha ဖုသျှ                   | Pushya            | 14°        | 92°–106°  |
| 9     | Athaleiktha အသလိဿ            | Aslesha           | 12°        | 106°–118° |
| 10    | Maga မာဃ                     | Magha             | 11°        | 118°–129° |
| 11    | Pyobba Baragonni ပြုဗ္ဗာ ဘရဂုဏ္ဏီ  | Purva Phalguni    | 16°        | 129°–145° |
| 12    | Ottara Baragonni ဥတ္တရာ ဘရဂုဏ္ဏီ | Uttara Phalguni   | 9°         | 145°–154° |
| 13    | Hathada ဟဿဒ                 | Hasta             | 10°        | 154°–164° |
| 14    | Seiktra စိတြ                  | Chitra            | 15°        | 164°–179° |
| 15    | Thwati သွာတိ                   | Svati             | 13°        | 179°–192° |
| 16    | Withaka ဝိသာခါ                 | Visakha           | 21°        | 192°–213° |
| 17    | Anuyada အနုရာဓ                | Anuradha          | 11°        | 213°–224° |
| 18    | Zehta ဇေဋ္ဌ                   | Jyeshtha          | 5°         | 224°–229° |
| 19    | Mula မူလ                     | Mula              | 13°        | 229°–242° |
| 20    | Pyobba Than ပြုဗ္ဗာသဠ်           | Purva Ashadha     | 15°        | 242°–257° |
| 21    | Ottara Than ဥတ္တရာသဠ်          | Uttara Ashadha    | 5°         | 257°–262° |
| 22    | Tharawun သရဝဏ်               | Sravana           | 13°        | 262°–275° |
| 23    | Danatheikda ဓနသိဒ္ဓ           | Dhanishtha        | 12°        | 275°–287° |
| 24    | Thattabeiksha သတ္တဘိသျှ         | Satataraka        | 26°        | 287°–313° |
| 25    | Pyobba Parabaik ပြုဗ္ဗာ ပုရပိုက်    | Purva Bhadrapada  | 10°        | 313°–323° |
| 26    | Ottara Parabaik ဥတ္တရာ ပုရပိုက်   | Uttara Bhadrapada | 16°        | 323°–339° |
| 27    | Yewati ရေဝတီ                  | Revati            | 11°        | 339°–350° |

### Dni tygodnia
Birmański zodiak wykorzystuje osiem znaków dla siedmiodniowego tygodnia, przy czym każdy znak reprezentuje swój własny dzień, główny kierunek, planetę (ciało niebieskie) i zwierzę.
| Kierunek          | Nazwa birmańska  | Nazwa sanskrycka | Nazwa polska          | Planeta          | Znak             |
| ----------------- | ---------------- | ---------------- | --------------------- | ---------------- | ---------------- |
| Północny wschód   | Taninganwe တနင်္ဂနွေ | Aditya           | Niedziela             | Słońce           | Garuda ဂဠုန်       |
| Wschód            | Taninla တနင်္လာ     | Ćandra           | Poniedziałek          | Księżyc          | Tygrys ကျား         |
| Południowy wschód | Inga အင်္ဂါ         | Angaraka         | Wtorek                | Mars             | Lew ခြင်္သေ့          |
| Południe          | Boddahu ဗုဒ္ဓဟူး     | Budha            | Środa przed południem | Merkury          | Słoń z kłami ဆင်  |
| Północny zachód   | Rahu ရာဟု          | Rahu             | Środa po południu     | Węzeł księżycowy | Słoń bez kłów ဟိုင်း |
| Zachód            | Kyathabade ကြာသပတေး  | Bṛhaspati        | Czwartek              | Jowisz           | Szczur ကြွက်        |
| Północ            | Thaukkya သောကြာ      | Śukra            | Piątek                | Wenus            | Świnka morska ပူး  |
| Południowy zachód | Sanay စနေ         | Śani             | Niedziela             | Saturn           | Nāga နဂါး          |

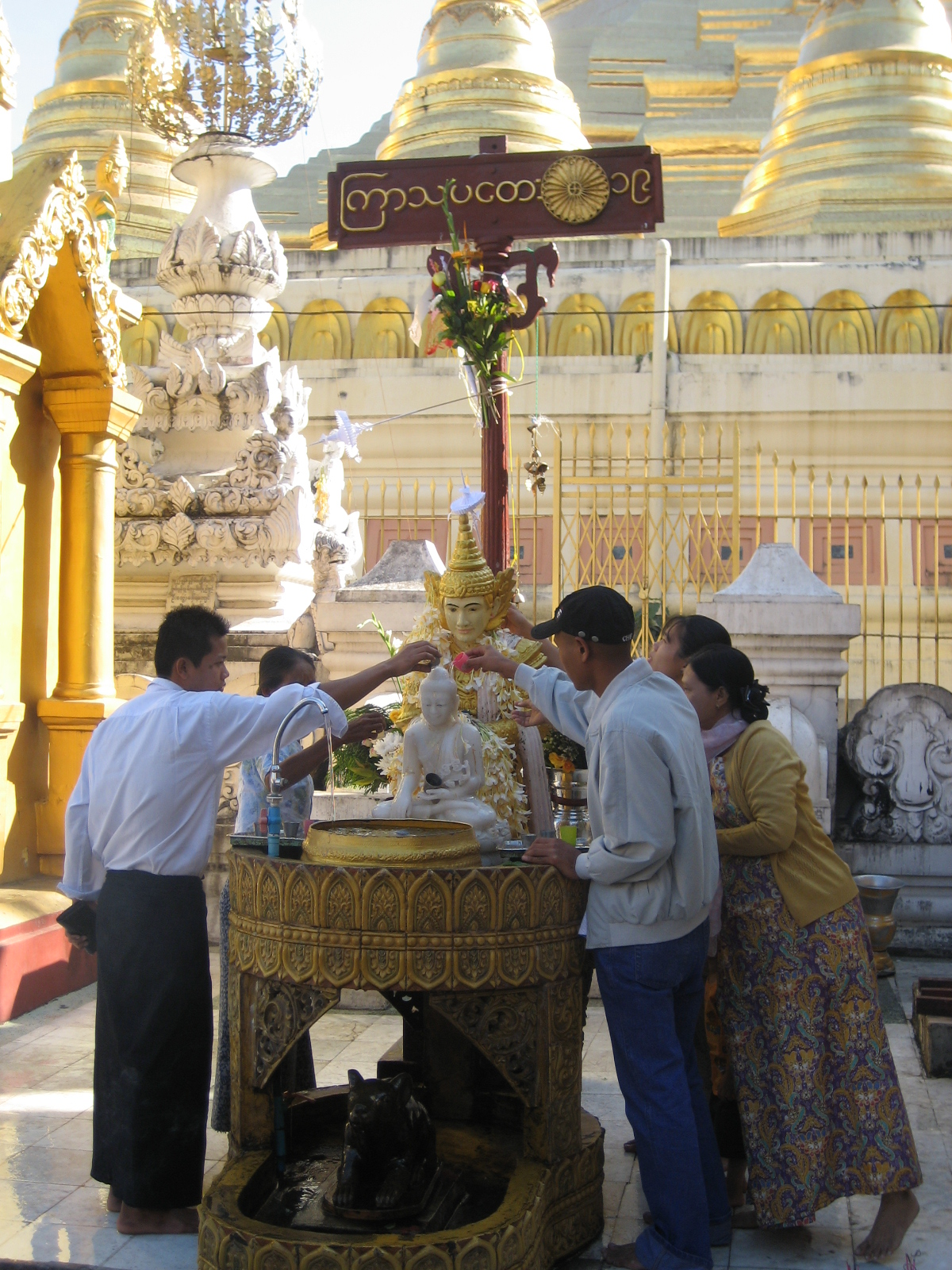
Stacja poświęcona planecie Jowisz w Pagodzie Szwedagon z reprezentującym ją wizerunkiem szczura poniżej

Chociaż we współczesnym zodiaku birmańskim najczęściej spotyka się osiem znaków, zodiak ten uznaje też oficjalnie znak dziewiąty nazywany Ketu (ကိတ်, IPA: keiʔ), który sprawuje władzę nad znakami pozostałymi. Znakiem Ketu jest mityczne Zwierzę Pięciu Piękności nazywane Pyinsa Rupa (ပဉ္စရူပ, IPA: pjɪ̀ɴsa̰ jùpa̰), mające poroże jelenia, ciosy i tułów słonia, grzywę lwa, ciało węża naga oraz ogon ryby. Co więcej, Rahu i Ketu, chociaż zapożyczone z astrologii hinduskiej, różnią się od oryginałów. Astrologia hinduska przyjmuje, że Rahu i Ketu to wstępujący i zstępujący węzeł księżycowy, podczas gdy astrologia birmańska traktuje je jak oddzielne planety.
W każdym razie włączenie Ketu do zodiaku nie wynika z konieczności astronomicznej, ale raczej kulturowej. (J.C. Eade wskazuje, że „nie ma żadnej konieczności astronomicznej” dla Ketu, którego orbita może być wyliczona z wartości Rahu, i sugeruje, że znak ten był „zbędny dla systemu a być może nawet zawdzięczał swoje pochodzenie błędowi”. Htin Aung twierdzi, że wykorzystanie Rahu i Ketu przez birmański zodiak i astrologię wynika z powodów kulturowych, a niekoniecznie astronomicznych, zauważając przy tym iż dziewięć znaków pasuje zgrabnie do Dziewięciu Bogów birmańskiej tradycji animistycznej i rzeczywiście są one ważnym elementem „Ceremonii Dziewięciu Bogów” odprawianej zwykle, gdy w domu panuje choroba).
Znaki zodiaku mogą zostać przedstawione w diagramie dziewięciopolowym. Tak dokładne rozmieszczenie wykorzystywane jest przy ustawianiu figurek planet podczas „Ceremonii Dziewięciu Bogów”, z Ketu umieszczonym w środku, zaraz za posążkiem Buddy. Wszystkie figurki planet zwrócone są ku Buddzie (jako że praktyka animistyczna została przyswojona przez birmański buddyzm).
| Północny zachód Środa po południu Rahu Słoń bez kłów | Północ Piątek Wenus Świnka morska                   | Północny wschód Niedziela Słońce Garuda |
| Zachód Czwartek Jowisz Szczur                        | Środek Tydzień Ketu Pyinsa Rupa                     | Wschód Poniedziałek Księżyc Tygrys      |
| Południowy zachód Sobota Saturn Naga                 | Południe Środa przed południem Merkury Słoń z kłami | Południowy wschód Wtorek Mars Lew       |

Planety Niedziela, Wtorek, Sobota i Rahu uważane są za przynoszące nieszczęście albo mające zły wpływ, podczas gdy Poniedziałek, Środa, Czwartek i Piątek uważane są za szczęśliwe albo mające wpływ dobroczynny. Ketu uważą się za planetę najpotężniejszą i mającą najbardziej dobroczynny wpływ, jednak jako najważniejsza nie może być ona grupowana z jakąkolwiek inną planetą. Współczesna astrologia birmańska rzadko jednak wykorzystuje Ketu wykazując tenedencję do uwzględniania jedynie pozostałych ośmiu planet.